# Pedicia occulta
Pedicia (Amalopis) occulta là một loài ruồi trong họ Pediciidae. Chúng phân bố ở vùng sinh thái Palearctic.